# Panamerikanische Spiele 2015/Leichtathletik – 100 m der Männer

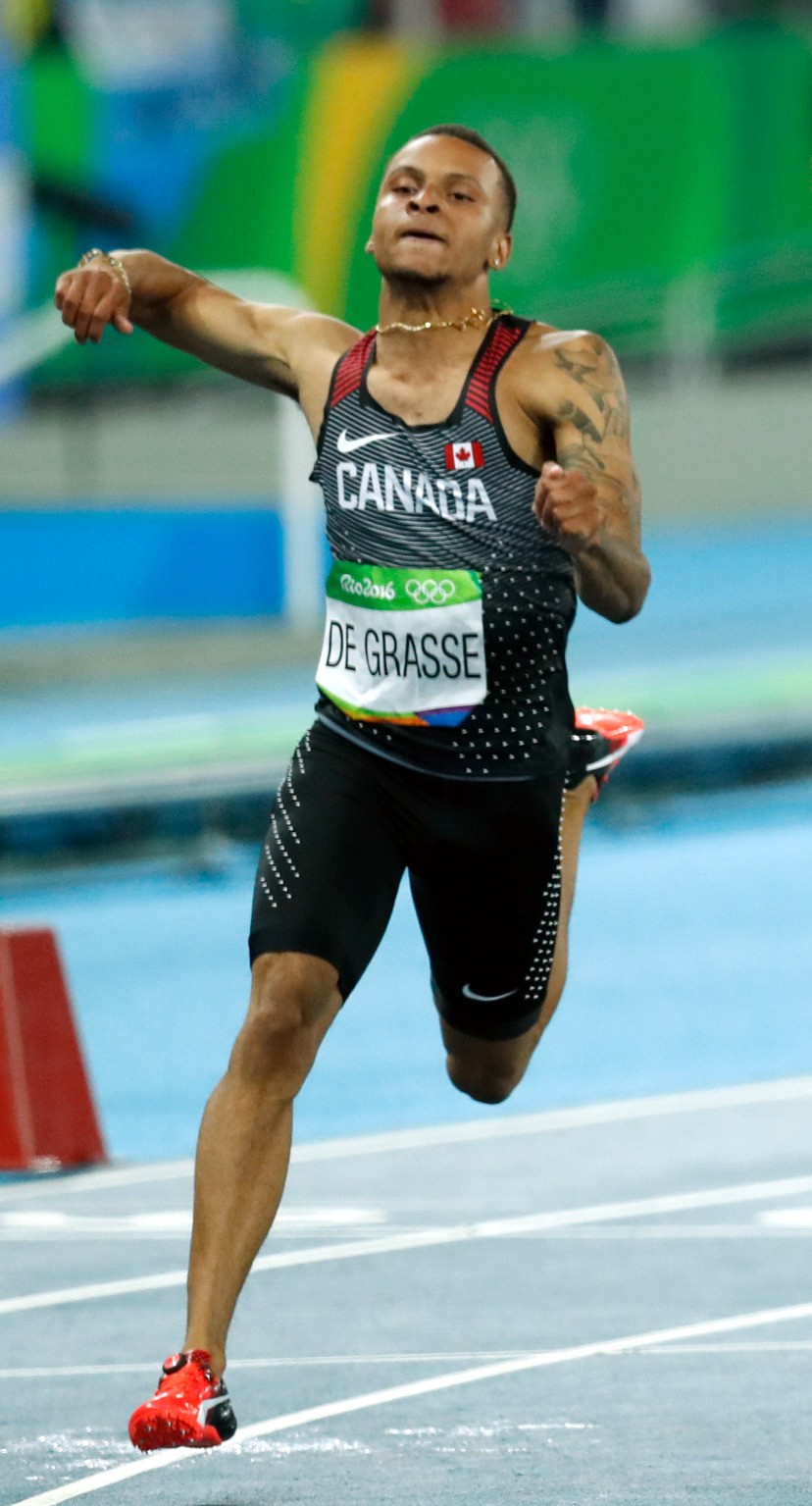
Der Sieger Andre De Grasse (2016)

Der 100-Meter-Lauf der Männer bei den Panamerikanischen Spielen 2015 fand am 21. und 22. Juli im CIBC Pan Am und Parapan Am Athletics Stadium in Toronto statt.
25 Läufer aus 16 Ländern nahmen an den Läufen teil. Die Goldmedaille gewann Andre De Grasse nach 10,05 s, Silber ging an Ramon Gittens mit 10,07 s und die Bronzemedaille gewann Antoine Adams mit 10,09 s.

## Rekorde
Vor dem Wettbewerb galten folgende Rekorde:
| Weltrekord        | Usain Bolt  | 9,58 s  | Weltmeisterschaften in Berlin, Deutschland     | 16. August 2009  |
| Rekord der Spiele | Kim Collins | 10,00 s | Panamerikanische Spiele in Guadelajara, Mexiko | 24. Oktober 2011 |

## Vorläufe
Aus den drei Vorläufen qualifizierten sich die jeweils vier Ersten jedes Laufes – hellblau unterlegt – und zusätzlich die vier Zeitschnellsten – hellgrün unterlegt – für das Halbfinale.

### Lauf 1
21. Juli 2015, 11:10 Uhr

Wind: +1,9 m/s
| Platz | Bahn | Athlet                | Land                    | Zeit (s) |
| ----- | ---- | --------------------- | ----------------------- | -------- |
| 1     | 4    | Andre De Grasse       | Kanada                  | 10,06    |
| 2     | 6    | Jason Livermore       | Jamaika                 | 10,09    |
| 3     | 2    | Kemar Hyman           | Cayman Islands          | 10,14    |
| 4     | 7    | Yancarlos Martinez    | Dominikanische Republik | 10,14 NR |
| 5     | 5    | Daniel Bailey         | Antigua und Barbuda     | 10,16    |
| 6     | 3    | Vitor Hugo dos Santos | Brasilien               | 10,31    |
| 7     | 1    | Brijesh Lawrence      | St. Kitts und Nevis     | 10,31    |
| 8     | 8    | Johnathan Farquharson | Bahamas                 | 10,48    |
|       | 9    | Rolando Palacios      | Honduras                | DSQ 1    |

### Lauf 2
21. Juli 2015, 12:02 Uhr

Wind: +3,3 m/s
| Platz | Bahn | Athlet           | Land                | Zeit (s) |
| ----- | ---- | ---------------- | ------------------- | -------- |
| 1     | 2    | BeeJay Lee       | Vereinigte Staaten  | 9,99     |
| 2     | 7    | Ramon Gittens    | Barbados            | 10,03    |
| 3     | 5    | Antoine Adams    | St. Kitts und Nevis | 10,11    |
| 4     | 1    | Sheldon Mitchell | Jamaika             | 10,14    |
| 5     | 4    | Reynier Mena     | Kuba                | 10,18    |
| 6     | 6    | Diego Palomeque  | Kolumbien           | 10,44    |
| 7     | 3    | Marcus Duncan    | Trinidad und Tobago | 10,52    |
|       | 8    | Gavin Smellie    | Kanada              | DSQ 2    |

### Lauf 3
21. Juli 2015, 11:24 Uhr

Wind: +2,8 m/s
| Platz | Bahn | Athlet              | Land                    | Zeit (s) |
| ----- | ---- | ------------------- | ----------------------- | -------- |
| 1     | 7    | Keston Bledman      | Trinidad und Tobago     | 9,95     |
| 2     | 4    | Remontay McClain    | Vereinigte Staaten      | 9,99     |
| 3     | 8    | Shavez Hart         | Bahamas                 | 10,13    |
| 4     | 5    | Levi Cadogan        | Barbados                | 10,18    |
| 5     | 3    | Stanly del Carmen   | Dominikanische Republik | 10,19    |
| 6     | 6    | Darrell Wesh        | Haiti                   | 10,24    |
|       | 2    | Adam Harris         | Guyana                  | DNF      |
|       | 9    | José Carlos Moreira | Brasilien               | DSQ 3    |

## Halbfinale
Aus den zwei Halbfinalläufen qualifizierten sich die jeweils drei Ersten jedes Laufes – hellblau unterlegt – und zusätzlich die zwei Zeitschnellsten – hellgrün unterlegt – für das Finale.

### Lauf 1
22. Juli 2015, 18:50 Uhr

Wind: +1,5 m/s
| Platz | Bahn | Athlet            | Land                    | Zeit (s) |
| ----- | ---- | ----------------- | ----------------------- | -------- |
| 1     | 5    | Keston Bledman    | Trinidad und Tobago     | 10,10    |
| 2     | 6    | Remontay McClain  | Vereinigte Staaten      | 10,11    |
| 3     | 3    | Ramon Gittens     | Barbados                | 10,15 SB |
| 4     | 7    | Kemar Hyman       | Cayman Islands          | 10,17    |
| 5     | 1    | Darrell Wesh      | Haiti                   | 10,32    |
| 6     | 4    | Sheldon Mitchell  | Jamaika                 | 10,35    |
|       | 2    | Daniel Bailey     | Antigua und Barbuda     | DSQ 4    |
|       | 8    | Stanly del Carmen | Dominikanische Republik | DSQ 4    |

### Lauf 2
22. Juli 2015, 18:57 Uhr

Wind: +2,2 m/s
| Platz | Bahn | Athlet             | Land                    | Zeit (s) |
| ----- | ---- | ------------------ | ----------------------- | -------- |
| 1     | 5    | Andre De Grasse    | Kanada                  | 9,97     |
| 2     | 4    | Antoine Adams      | St. Kitts und Nevis     | 10,05    |
| 3     | 6    | Jason Livermore    | Jamaika                 | 10,10    |
| 4     | 3    | BeeJay Lee         | Vereinigte Staaten      | 10,15    |
| 5     | 1    | Levi Cadogan       | Barbados                | 10,16    |
| 6     | 8    | Yancarlos Martinez | Dominikanische Republik | 10,17    |
| 7     | 7    | Shavez Hart        | Bahamas                 | 10,18    |
| 8     | 2    | Reynier Mena       | Kuba                    | 10,23    |

## Finale
22. Juli 2015, 20:50 Uhr

Wind: +1,1 m/s
| Platz | Bahn | Athlet           | Land                | Zeit (s) |
| ----- | ---- | ---------------- | ------------------- | -------- |
|       | 5    | Andre De Grasse  | Kanada              | 10,05    |
|       | 7    | Ramon Gittens    | Barbados            | 10,07 SB |
|       | 3    | Antoine Adams    | St. Kitts und Nevis | 10,09 SB |
| 4     | 4    | Keston Bledman   | Trinidad und Tobago | 10,12    |
| 5     | 6    | Remontay McClain | Vereinigte Staaten  | 10,15    |
| 6     | 1    | BeeJay Lee       | Vereinigte Staaten  | 10,17    |
| 7     | 8    | Jason Livermore  | Jamaika             | 10,17    |
| 8     | 2    | Levi Cadogan     | Barbados            | 10,18    |

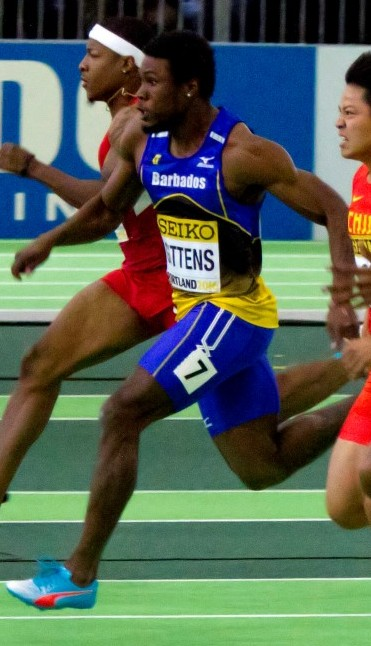
Ramon Gittens (2016) gewann Silber
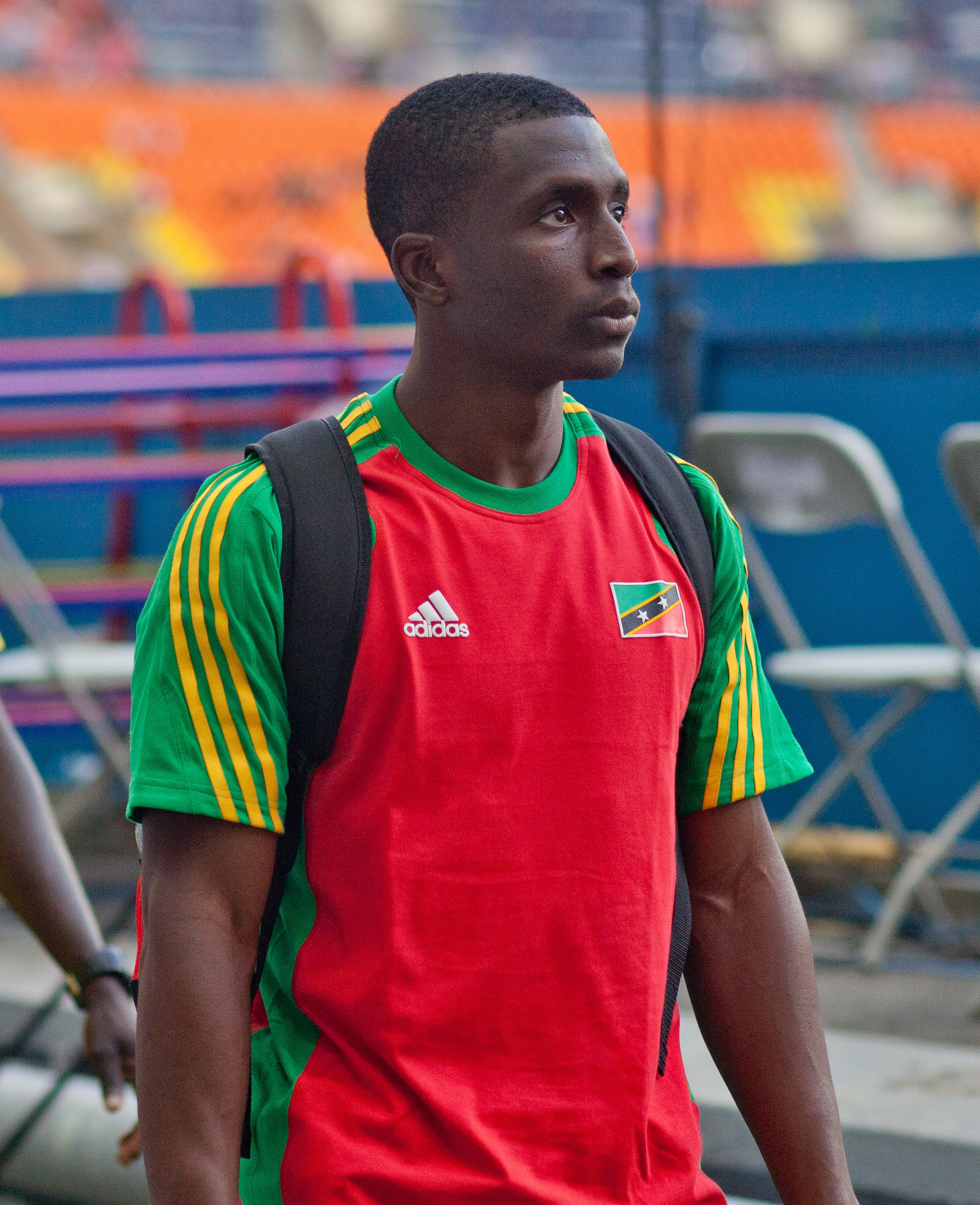
Antoine Adams (2013) gewann Bronze
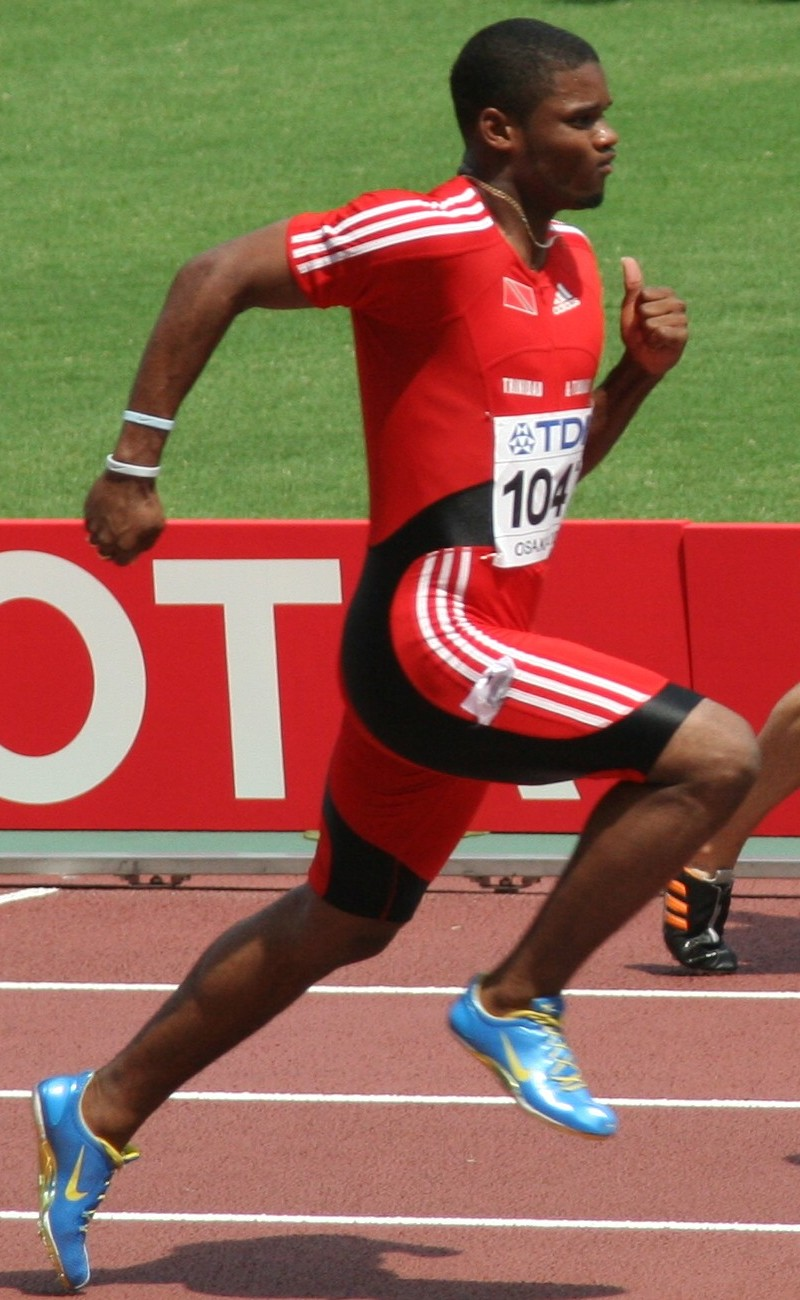
Keston Bledman (2007) belegte Platz vier